# La stanza dei delitti
La stanza dei delitti (titolo originale The Murder Room) è un romanzo della scrittrice inglese P. D. James del 2003.

## Trama
In un piccolo museo di Londra, nato dall'eccentricità di un filantropo e dalla sua passione per la vita inglese a cavallo fra le due guerre (anni venti-trenta), si compie un efferato delitto dalle connotazioni particolari che all'inizio farebbero pensare anche a un suicidio. Tutti notano immediatamente la somiglianza con un delitto avvenuto a cavallo delle due guerre e ben rappresentato nella "Stanza dei delitti" situata all'interno del museo. Dalgliesh si trova ad affrontare un nemico insidioso e perverso che non esita a colpire con ferocia. Nel romanzo ben s'intrecciano le vite dei protagonisti con quelle dei personaggi coinvolti in una descrizione particolareggiata e sempre significativa dei tratti di ognuno di loro. Stupisce l'incredibile realtà e umanità o perversione dei personaggi tratteggiati dalla penna dell'autrice.
Personaggi: Ispettore Dalgliesh di New Scotland Yard, Ispettrice MIskin al suo fianco da sempre, ispettore Piers Tarrant presente per la sua ultima missione (ma non sparirà dalle pagine del prossimo libro), e Benton-Smith nuovo acquisto della squadra.
Dall'altra parte: i due fratelli Dupayne, Mr Marcus e Miss Caroline in lotta con il fratello minore, Neville Dupayne, per tenere in vita il museo. La governante Mrs Tally Clutton (uno dei personaggi chiave), Miss Muriel Godby segretaria e addetta alla reception, Mr James Calder-Hale responsabile del museo, Ryan Archer giardiniere sotto la supervisione di Mrs Faraday, volontaria. Mrs Strickland altra aiutante volontaria del museo.

## Edizioni italiane
- La stanza dei delitti, traduzione di Grazia Maria Griffini, Collana Omnibus, Milano, Arnoldo Mondadori Editore, 2003. - Collana Oscar Bestsellers n.1494, Mondadori, 2004, ISBN 978-88-04-52346-8; Collana Il Giallo Mondadori n.2889, 2005.